# کوه السلسله
کوه السلسله (به عربی: جبل السلسلة) یک منطقهٔ مسکونی در مصر است که در استان اسوان در ۶۵ کیلومتری شمال اسوان در نقطه‌ای که نهر نیل تنگ می‌گردد و ساحل طرفین تبدیل به پرتگاهی با شیب تند شده واقع شده‌است. این مکان محل استقرار مصری‌های قدیم از دودمان یا خاندان هیجدهم حاکمان مصر تا زمان یونانی‌ها و رومانیایی‌ها بوده‌است.

## موقعیت
امروزه آنجا یکی از روستاهای مرکز کوم آمبو که تابع استان اسوان در مصر می‌باشد قرار دارد. تعداد ساکنان این روستا بالغ بر ۲۲۰۰۰ نفر براساس سرشماری سال ۲۰۰۵ می‌باشد.
این روستا از جنوب به روستای دابود و از شمال به روستای دکه و از سمت شرق به روستای السلسله بحری و از سمت غرب به زمین‌های زراعی تا نیل محدود می‌گردد. این روستا بخاطر کشت نیشکر و بعضی از کشت‌های دیگر مانند گندم و دانه کنجد و سبزیجات از بقیه نقاط متمایز می‌باشد، در این روستا مدارس ابتدایی و همین‌طور متوسطه وجود دارد.

## نگارخانه

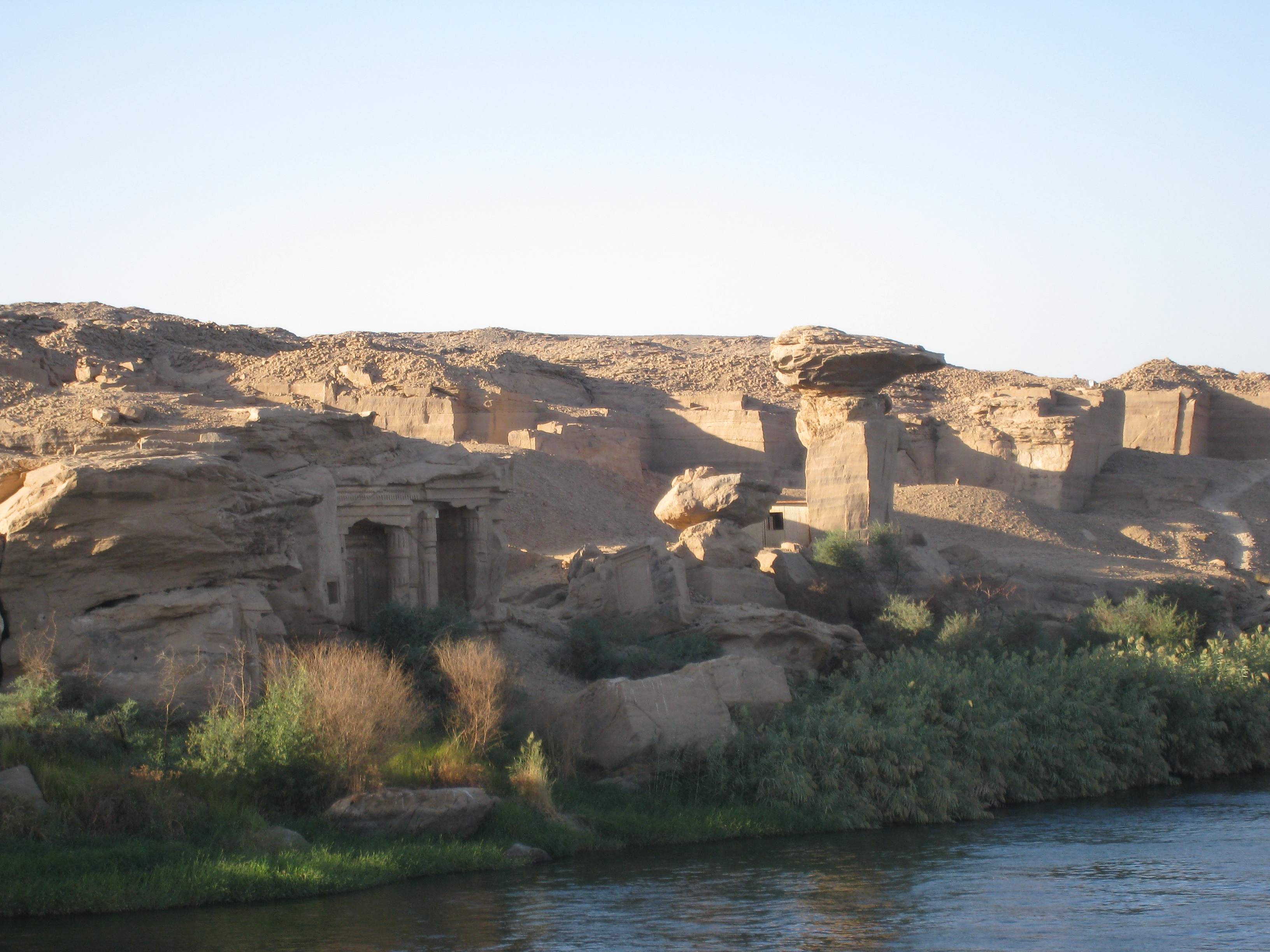
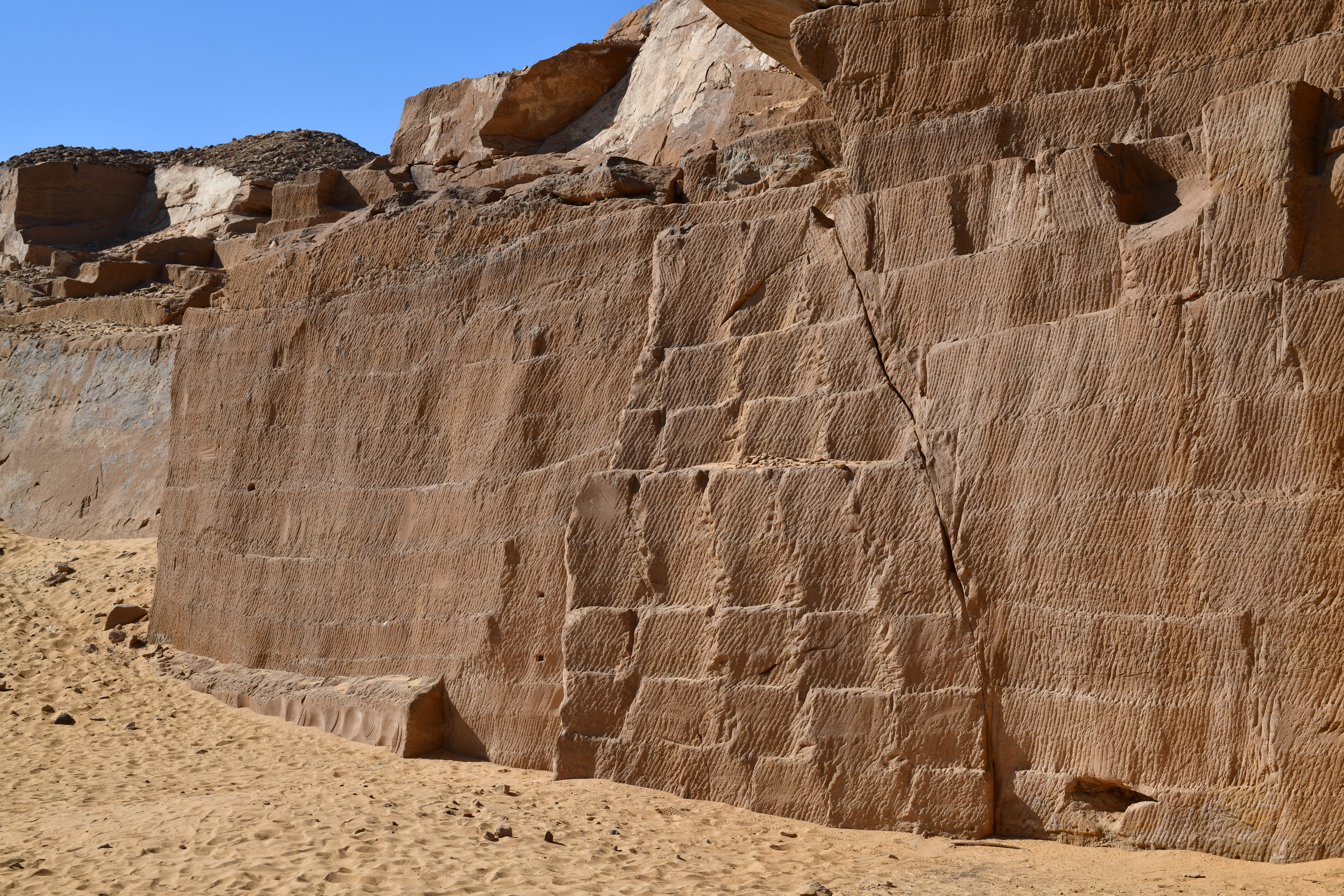
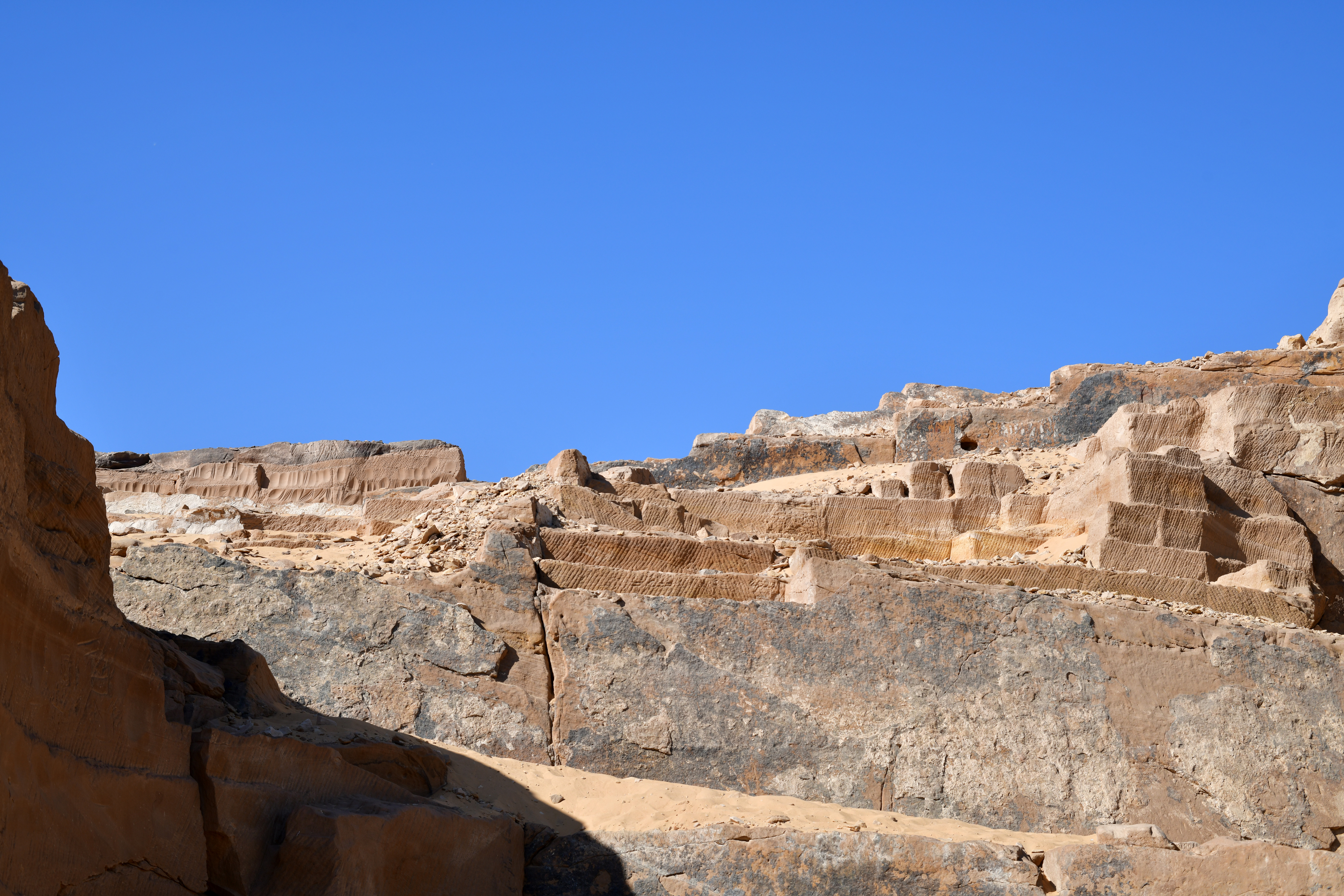
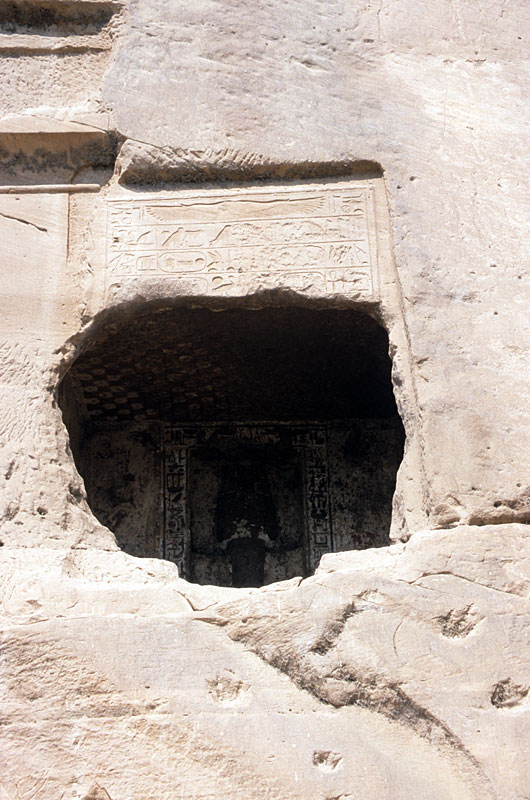
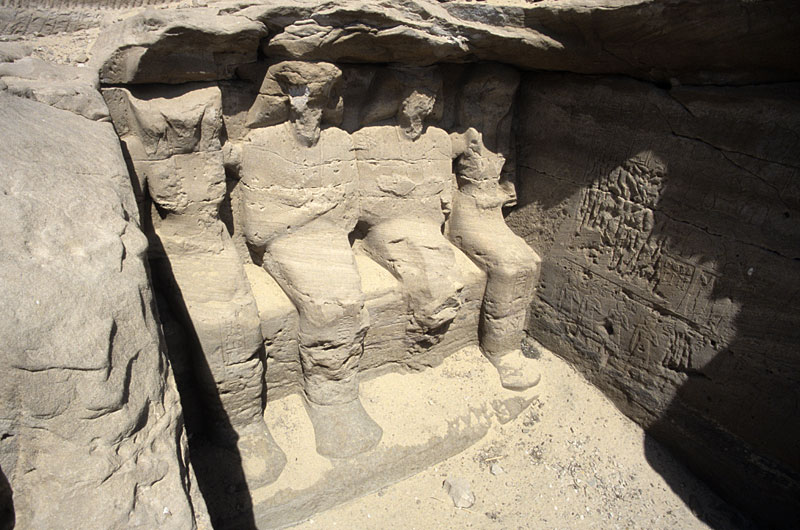
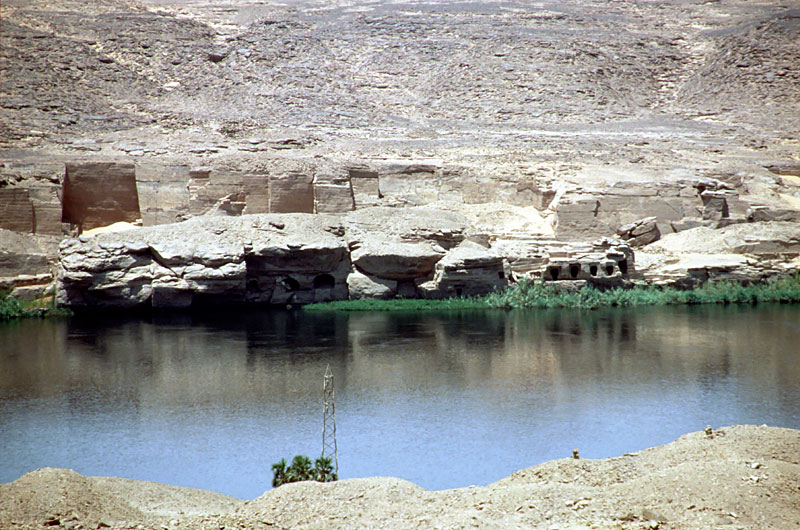
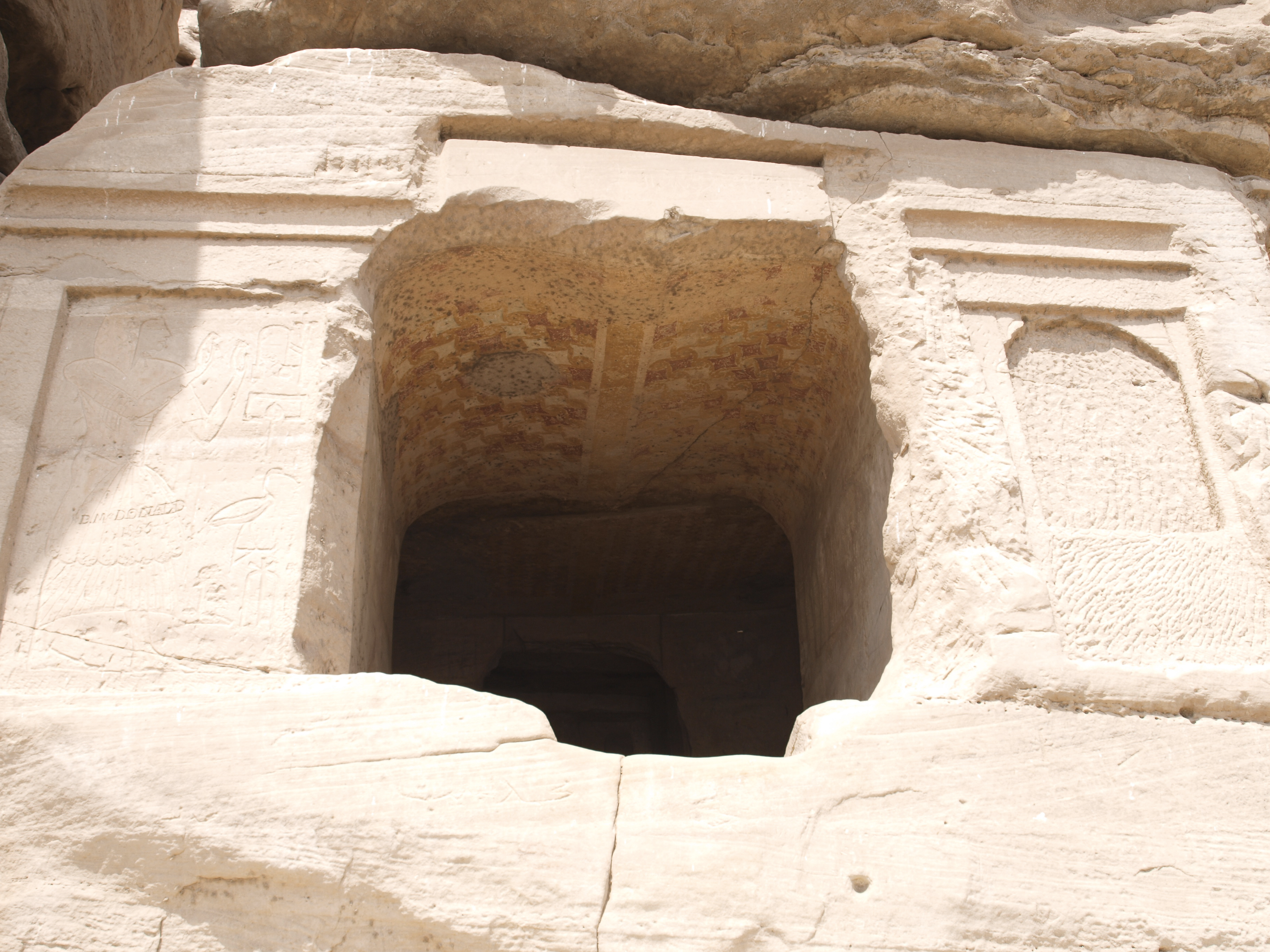
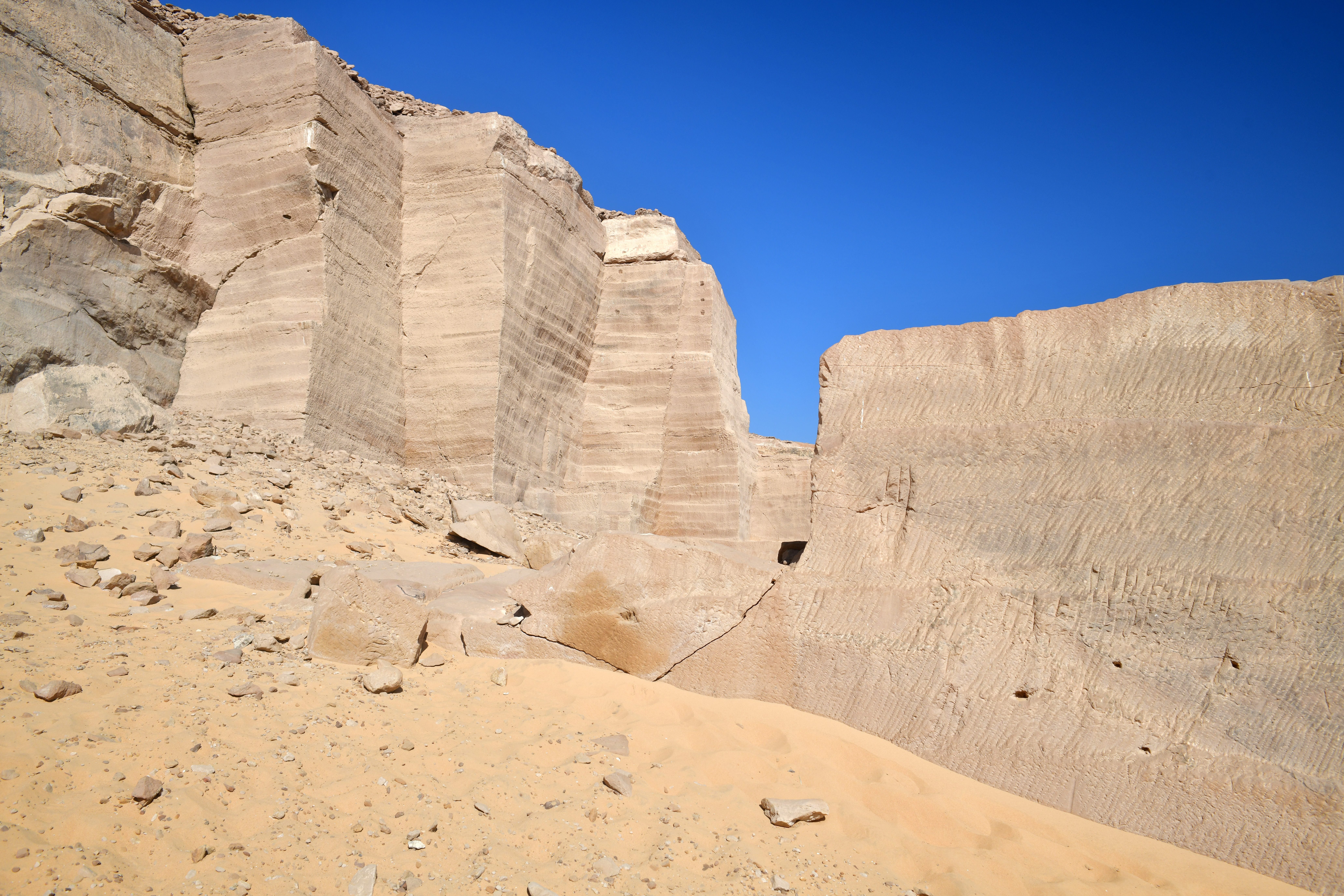
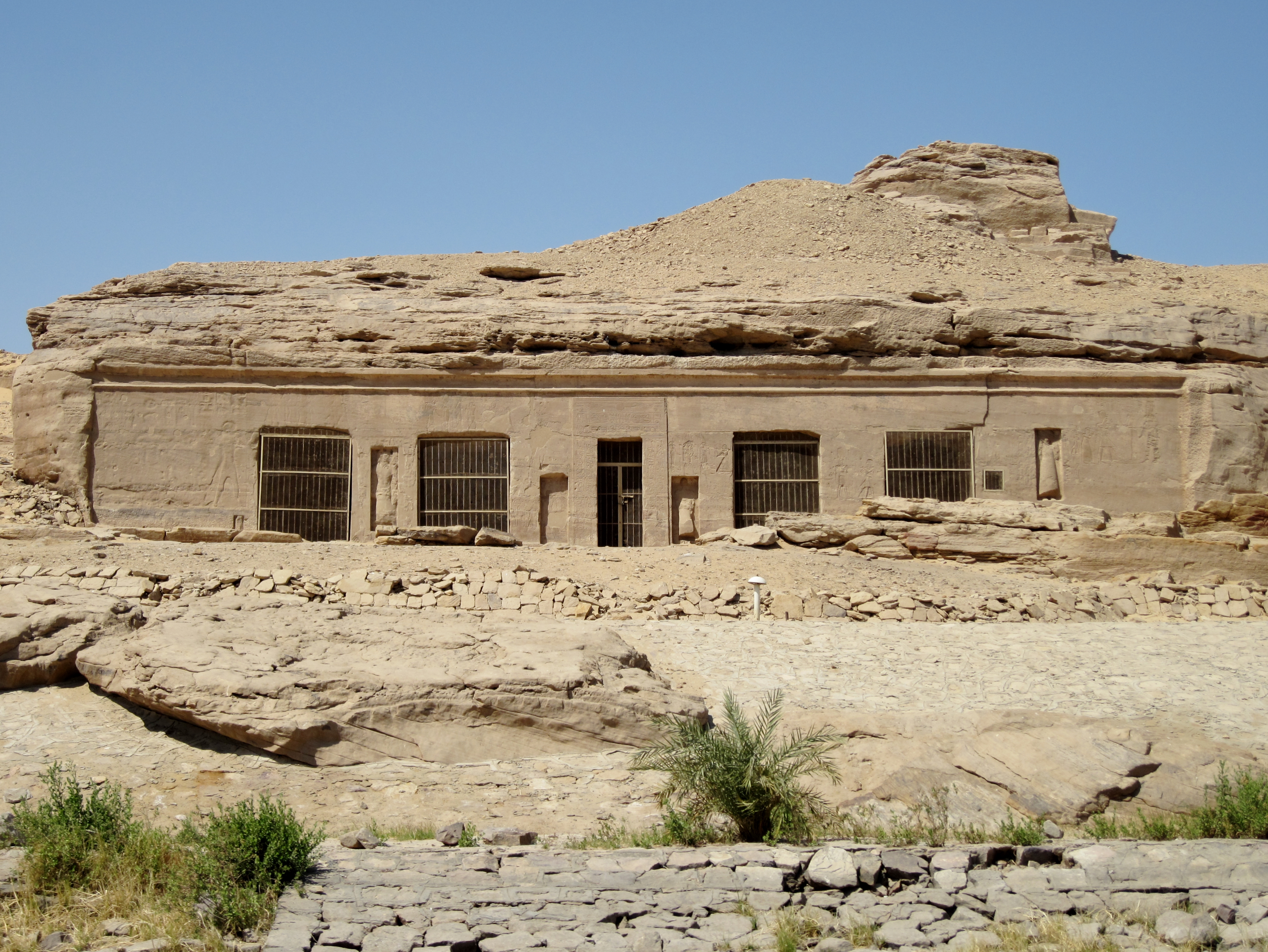
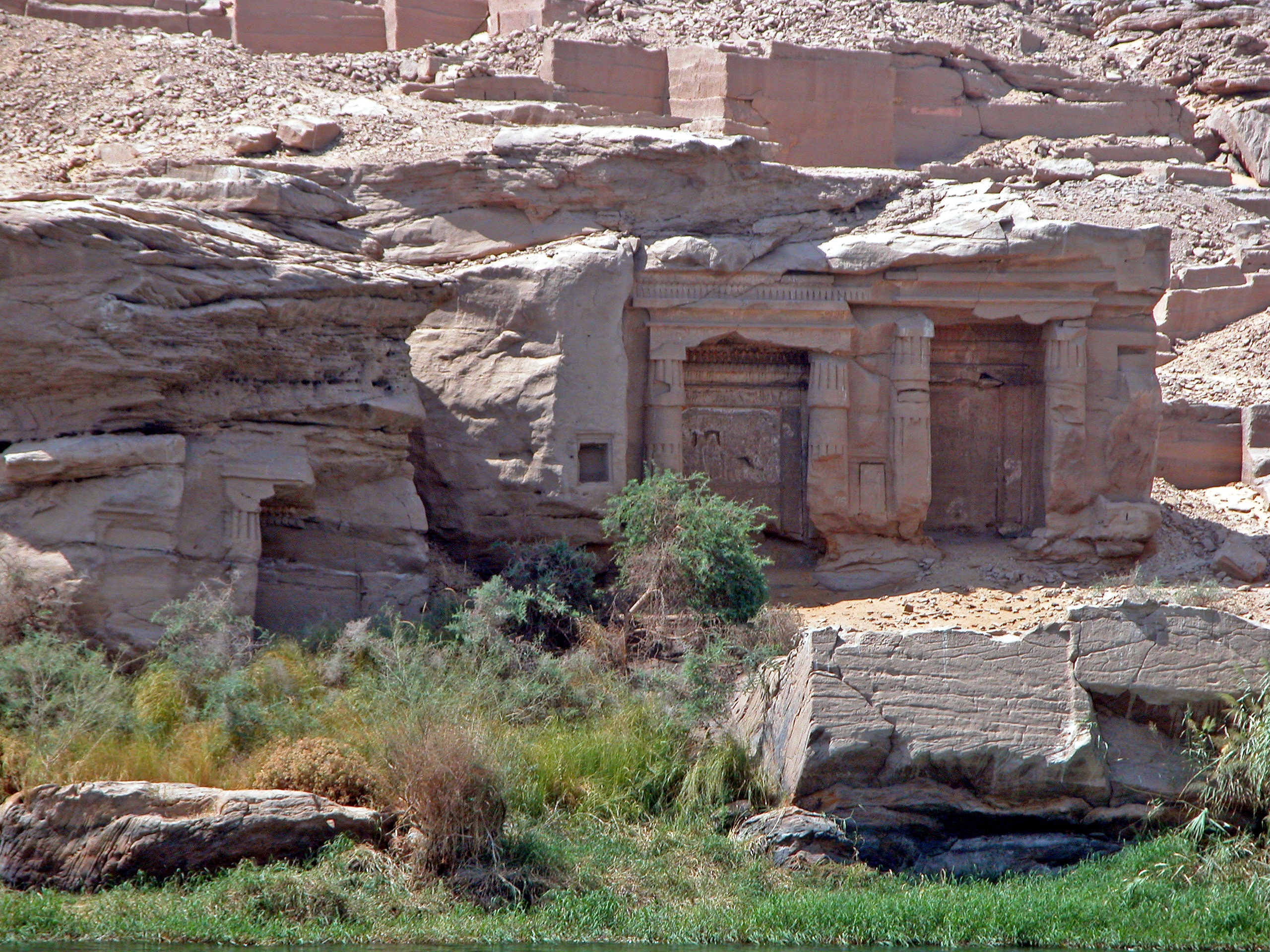
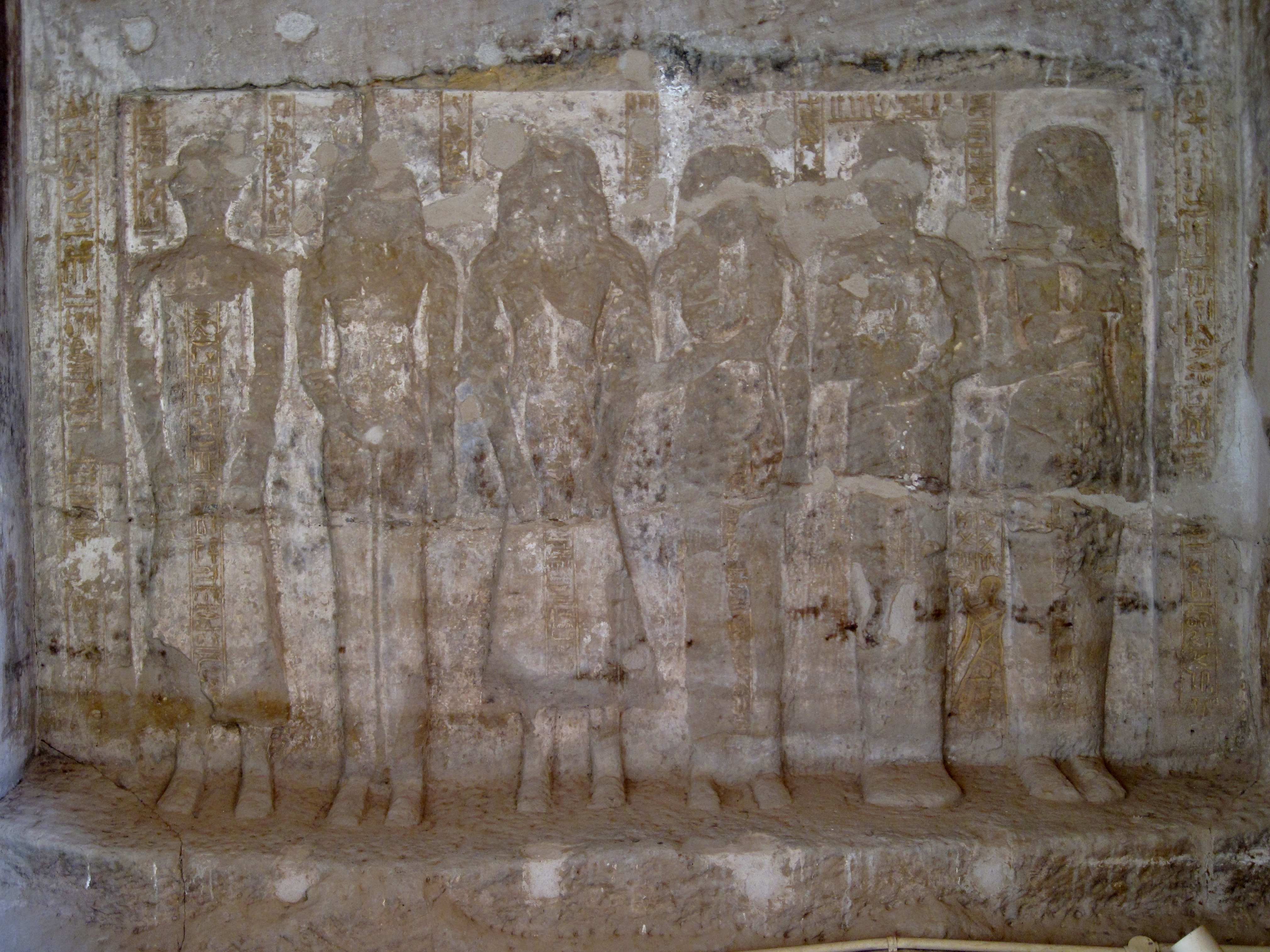